# Place Louis-Lépine
Place Louis-Lépine (náměstí Louise Lépina) je náměstí v Paříži. Nachází se ve 4. obvodu.

## Poloha
Náměstí leží na ostrově Cité. Je ohraničeno ulicemi Rue de la Cité na východě, Rue de Lutèce na jihu, Quai de la Corse na severu a Allée Célestin-Hennion na západě. Uprostřed náměstí se nachází vstup do stanice metra Cité.

## Historie
Náměstí bylo vyhlášeno 27. ledna 1934 a bylo pojmenováno na počest Louise Lépina (1846-1933), policejního prefekta.

## Významné stavby
- Budova obchodního soudu z let 1860-1865 s charakteristickou kupolí na střeše vysokou 40 m. Původně se na tomto místě nacházel kostel sv. Bartoloměje, což byl královský farní kostel při Palais de la Cité od 9. do 15. století. Kostel byl zbořen v polovině 18. století a na jeho místě vzniklo divadlo Théâtre de la Cité. To bylo zbořeno v roce 1858, aby uvolnilo místo soudní budově.
- Policejní prefektura, která v budově sídlí od roku 1871. Stavba vznikla v letech 1863-1867 jako kasárny republikánské gardy. Na místě se původně nacházelo opatství Saint-Martial, které založil v 7. století svatý Eligius.
- Hôtel-Dieu je nejstarší nemocnicí v Paříži, ale jeho současné budovy pocházejí z let 1866-1878.
- Uprostřed náměstí se nachází tržnice, ve které se koná Květinový a ptačí trh.